# Яго Гаррика
Яго Гаррика (лат. Iago garricki) — малоизученный глубоководный вид хрящевых рыб рода яго семейства куньих акул отряда кархаринообразных. Обитает в восточной части Индийском океане и западной части Тихого океана. Размножается живорождением. Максимальная зафиксированная длина 75 см. Опасности для человека не представляет. Не является целевым объектом рыбного промысла.

## Таксономия
Впервые вид научно описан в 1979 году. Голотип представляет собой самку длиной 62 см, пойманную в 1979 году у берегов Вануату в Тихом океане на глубине 35 м.

## Ареал
Яго Гаррика обитают в восточной части Индийского океана у северо-западного побережья Западной Австралии от залива Шарк до Дарвина (Северная территория) и в западной части Тихого океана у берегов Квинсленда и Вануату. Эти акулы предпочитают в верхней части материкового склона на глубине от 250 до 320 м.

## Описание
У этих акул удлинённая и вытянутая морда. По углам рта имеются длинные губные борозды. Жаберная область короткая. Длина самой большой жаберной щели меньше длины глаза. Крупные овальные глаза вытянуты по горизонтали.
Первый спинной плавник довольно крупный, больше второго спинного плавника. Его основание расположено над серединой основания грудных плавников. Основание второго спинного плавника находится над основанием анального плавника. Анальный плавник меньше обоих спинных плавников. У края верхней лопасти хвостового плавника имеется небольшая вентральная выемка. Края спинных плавников окрашены в чёрный цвет.

## Биология
Эти акулы размножаются живорождением, имеется как желток, так и плацента. В помёте 4—5 детёнышей. Длина новорожденных около 25 см. Самцы достигают половой зрелости при длине 45 см. Рацион в основном состоит из головоногих.

## Взаимодействие с человеком
Не представляет опасности для человека. Коммерческой ценности не имеет. В качестве прилова попадает коммерческие глубоководные сети. Международный союз охраны природы присвоил этому виду статус «Вызывающий наименьшие опасения».